# Декејтур (Небраска)
Декејтур (енгл. Decatur) град је у америчкој савезној држави Небраска.

## Демографија
По попису из 2010. године број становника је 481, што је 137 (-22,2%) становника мање него 2000. године.
| Група             | 2000.       | 2010.       |
| Белци             | 541 (87,5%) | 426 (88,6%) |
| Афроамериканци    | 4 (0,6%)    | 3 (0,6%)    |
| Азијати           | 2 (0,3%)    | 1 (0,2%)    |
| Хиспаноамериканци | 5 (0,8%)    | 8 (1,7%)    |
| Укупно            | 618         | 481         |